# Archidiecezja Kolombo
Archidiecezja Kolombo – diecezja Kościoła rzymskokatolickiego w zachodniej Sri Lance, w metropolii Kolombo. Obejmuje dystrykty Kolombo, Gampaha i Kalutara oraz państwo Malediwy. Diecezja została erygowana 3 grudnia 1834 roku. Siedzibą biskupa jest Kolombo. 1 września 1886 podniesiona do rangi archidiecezji.

## Ordynariusze

### Biskupi Cejlonu
- Francisco Xavier CO (1834) w chwili otrzymania nominacji już nie żył, o czym nie było wiadomo w Rzymie
- Vincent del Rosario CO (1836 - 1842)
- Charles William Russell (1842) nie objął urzędu
- Gaetano Antonio Mulsuce CO (1843 - 1845)

### Biskupi Kolombo
- Gaetano Antonio Mulsuce CO (1845 - 1857)
- Giuseppe Maria Bravi OSB (1857 - 1860)
- Hilarion Sillani OSB (1863 - 1879)
- Clemente Pagnani OSB (1879 - 1883)
- Christophe-Ernest Bonjean OMI (1883 - 1886)

### Arcybiskupi Kolombo
- Christophe-Ernest Bonjean OMI (1886 - 1892)
- André-Théophile Mélizan OMI (1893 - 1905)
- Antoine Coudert OMI (1909 - 1929)
- Pierre-Guillaume Marque OMI (1929 - 1937)
- Jean-Marie Masson OMI (1938 - 1944)

### Arcybiskupi Kolombo na Cejlonie
- Jean-Marie Masson OMI (1944 - 1947)
- kard. Thomas Cooray OMI (1947 - 1972)

### Arcybiskupi Kolombo
- kard. Thomas Cooray OMI (1972 - 1976)
- Nicholas Marcus Fernando (1977 - 2002)
- Oswald Gomis (2002 - 2009)
- kard. Malcolm Ranjith (2009 - nadal)